# Дуріан цібетиновий
Дуріан цібетиновий — вид тропічних дерев роду дуріан (Durio). Існує близько 9 видів дерев цього роду, що мають їстівні плоди. Durio zibethinus — найпоширеніший вид і єдиний, що продається на ринках світу. Шляхом селекції виведено багато культурних сортів.

## Будова
Вічнозелене листяне дерево до 30 м. Стовбур дуріану цібетинового має червону кору. Плід дуріану вагою до 20 кг покритий зеленими гострими шипами, всередині має п'ять білих шовковистих відділень з кремовою масою з насінням. Колючки ймовірно захищають плоди від орангутанів та ведмедів. Плоди дуріану цібетинового мають сильний запах, що викликає різноманітне враження: від захоплення до сильної відрази. У них міститься речовина цибетин, яку виділяють також пахучі залози деяких тварин. Саме вона надає плодам різкого, дуже неприємного запаху, який описують як суміш протухлої цибулі, сиру і скипидару. Через це плоди не дозволяють проносити у громадський транспорт у країнах Південно-Східної Азії.

## Життєвий цикл
Дуріан цібетиновий квітне раз або двічі на рік. Запилюється метеликами та іншими нічними комахами. Один вид кажанів (Eonycteris spelaea) бере участь у запиленні. Вони їдять його пилок. Квіти розпускаються в післяобідній час і випускають пилок ввечері. На ранок тичинки та пелюстки опадають, залишаючи гінецей. Розповсюджується тваринами, у тому числі і хижими, яких приманює запах плоду.

## Практичне використання
Росте у тропічних дощових лісах в річкових долинах, у регіонах з рівнем опадів понад 1520 мм. Походить ймовірно із західної Малайзії чи Індонезії.
У Таїланді дуріан цібетиновий є популярним фруктом. З плодів роблять джем, чипси та морозиво.

## Галерея

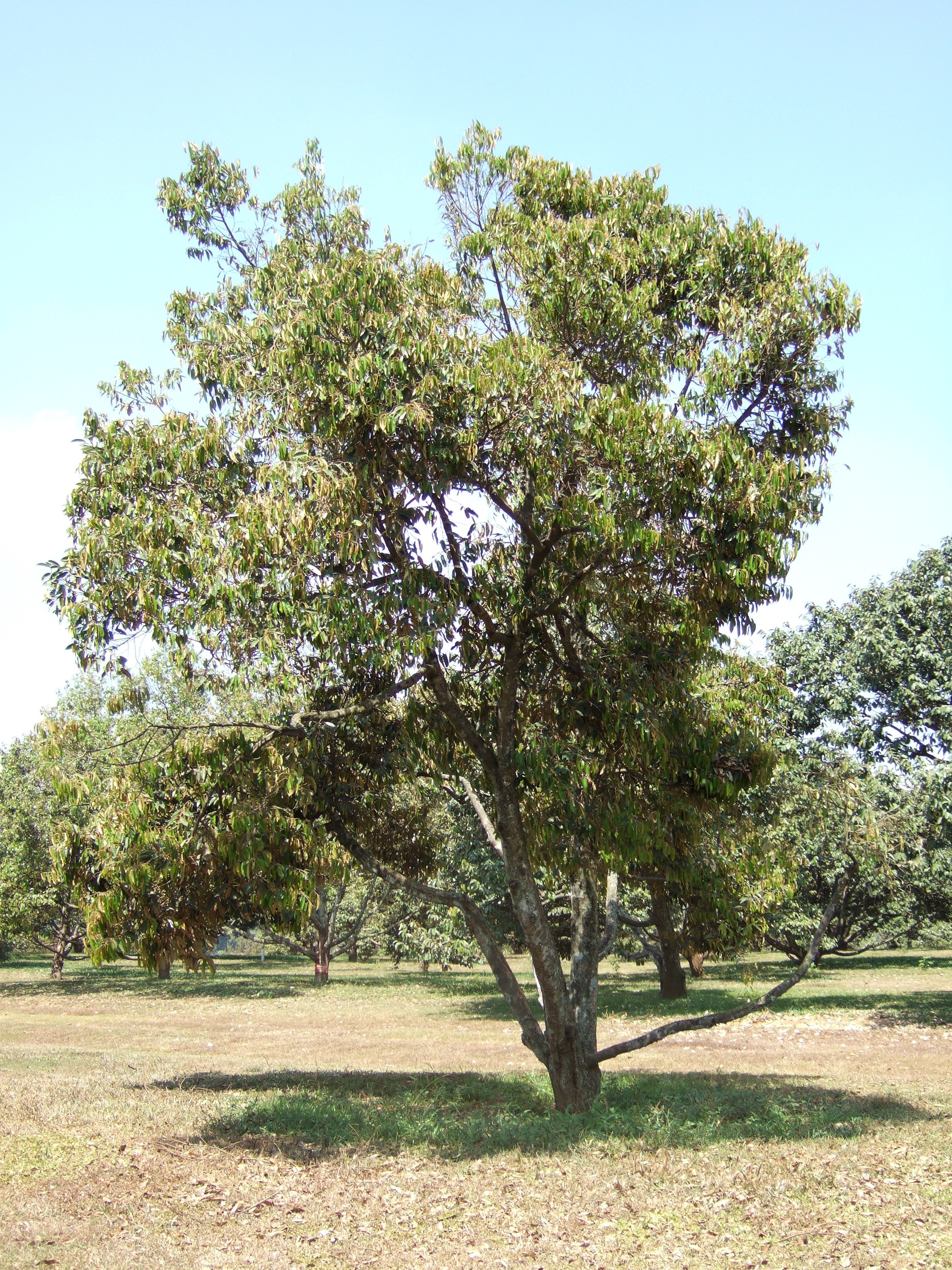
Дерево
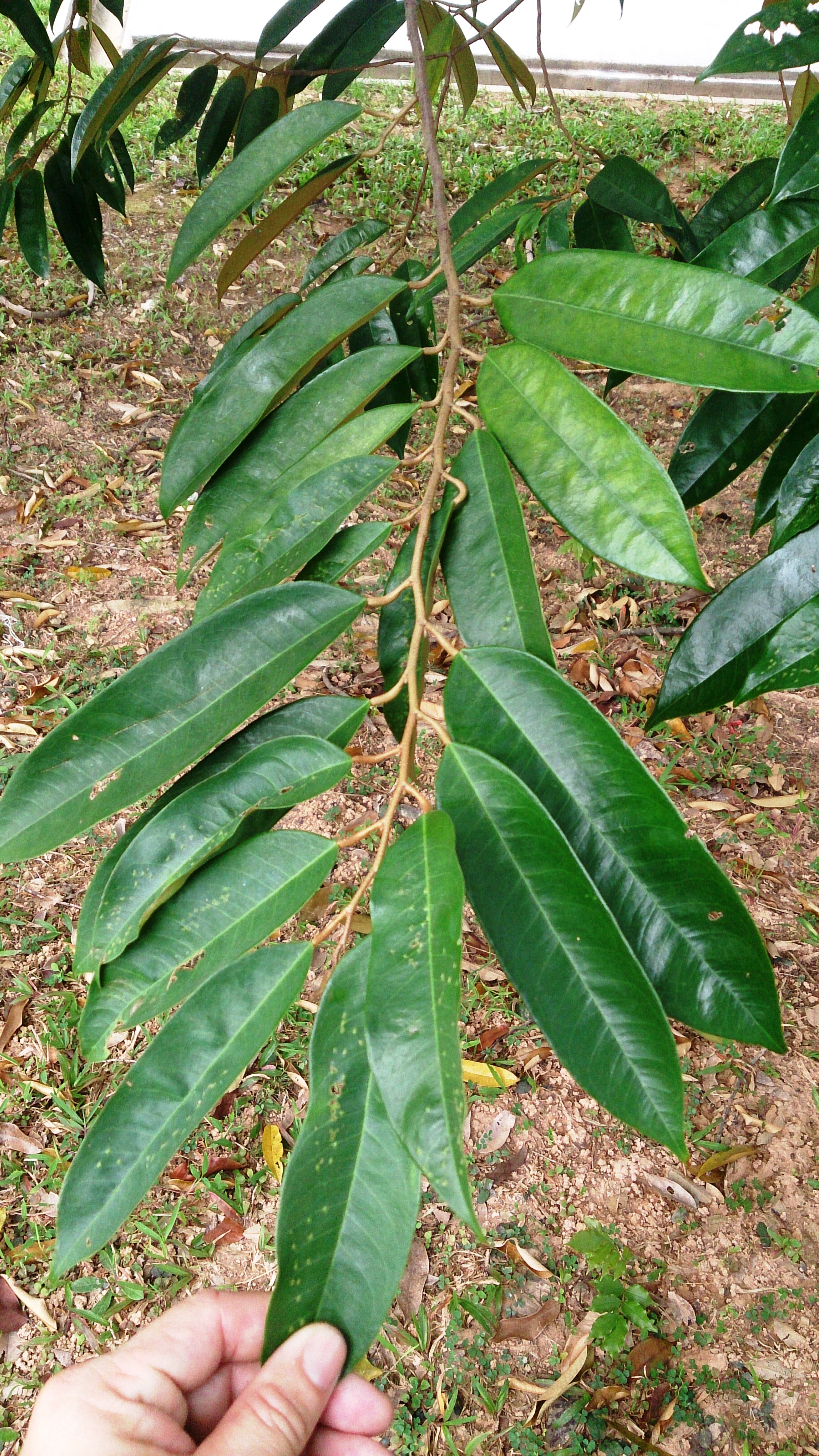
Листя
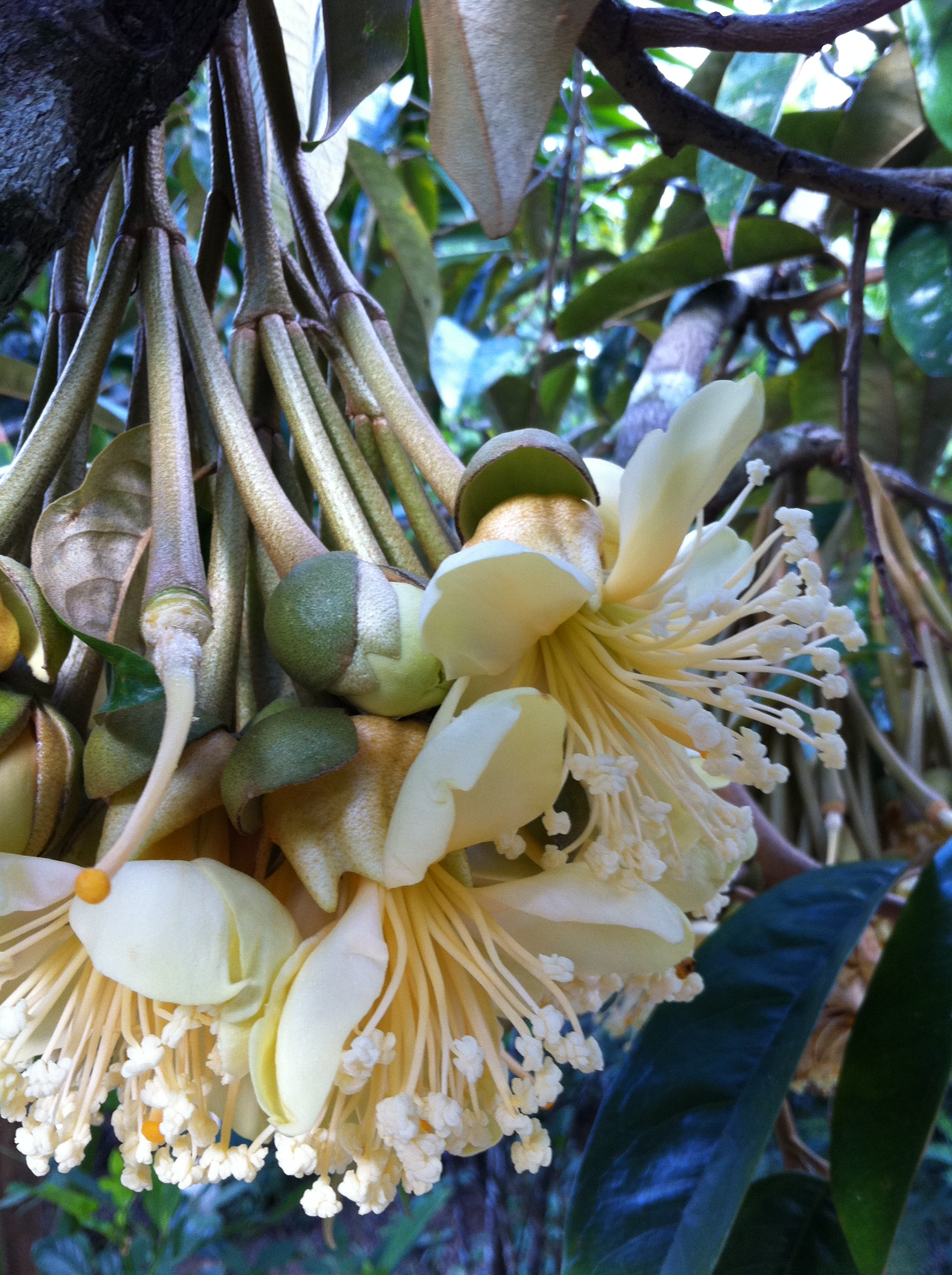
Квіти
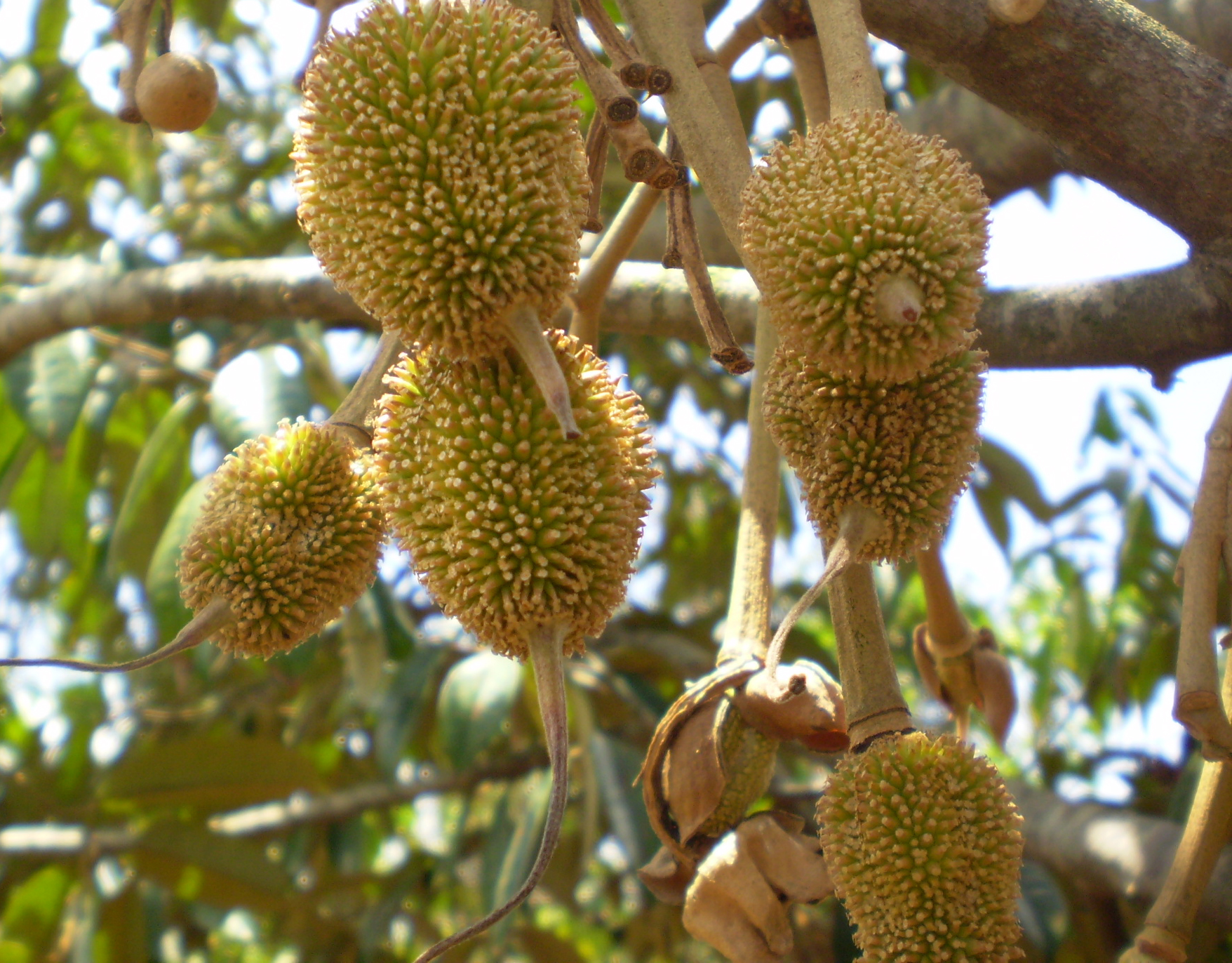
Плоди на дереві
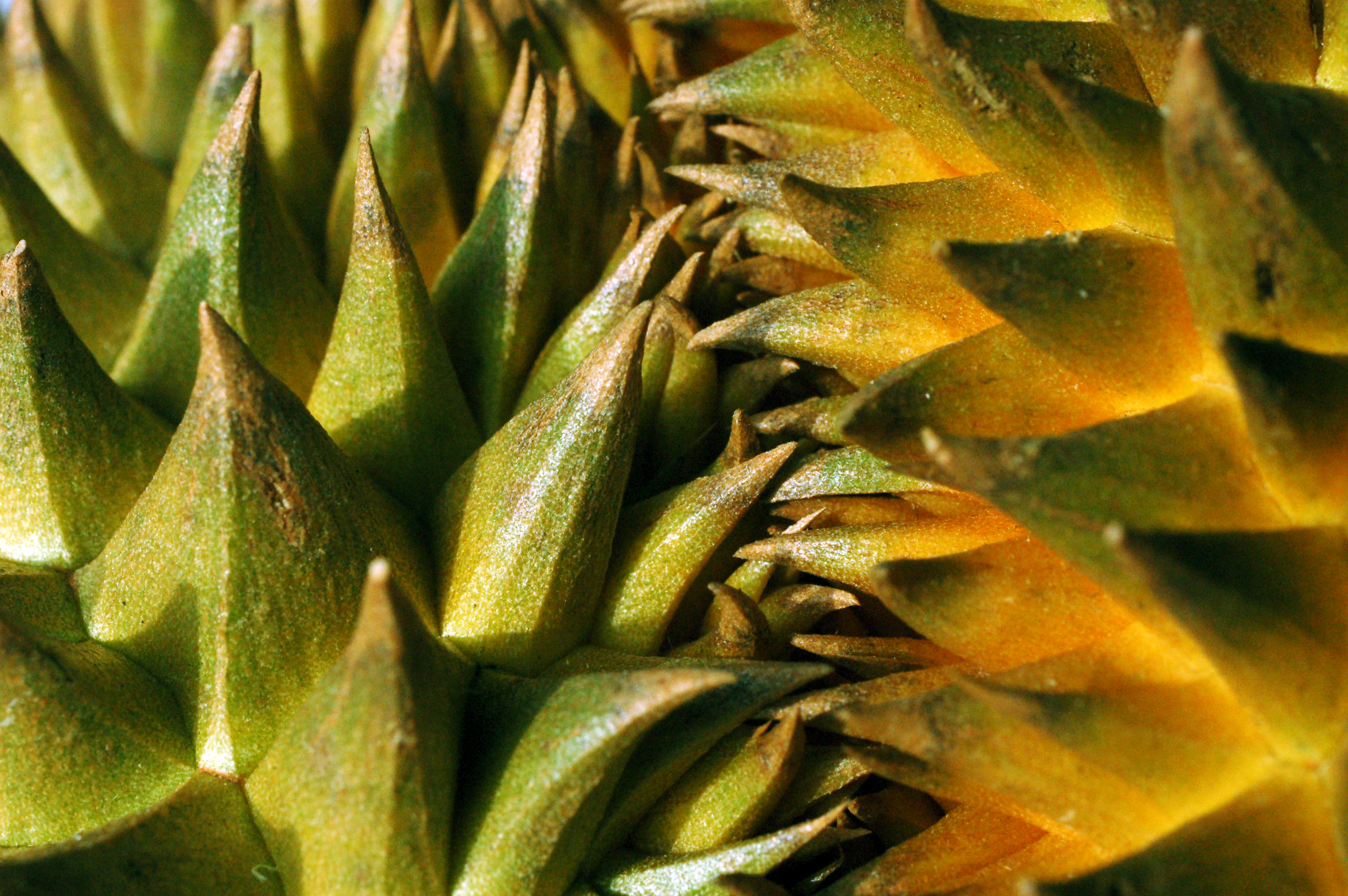
Шипи на плоді
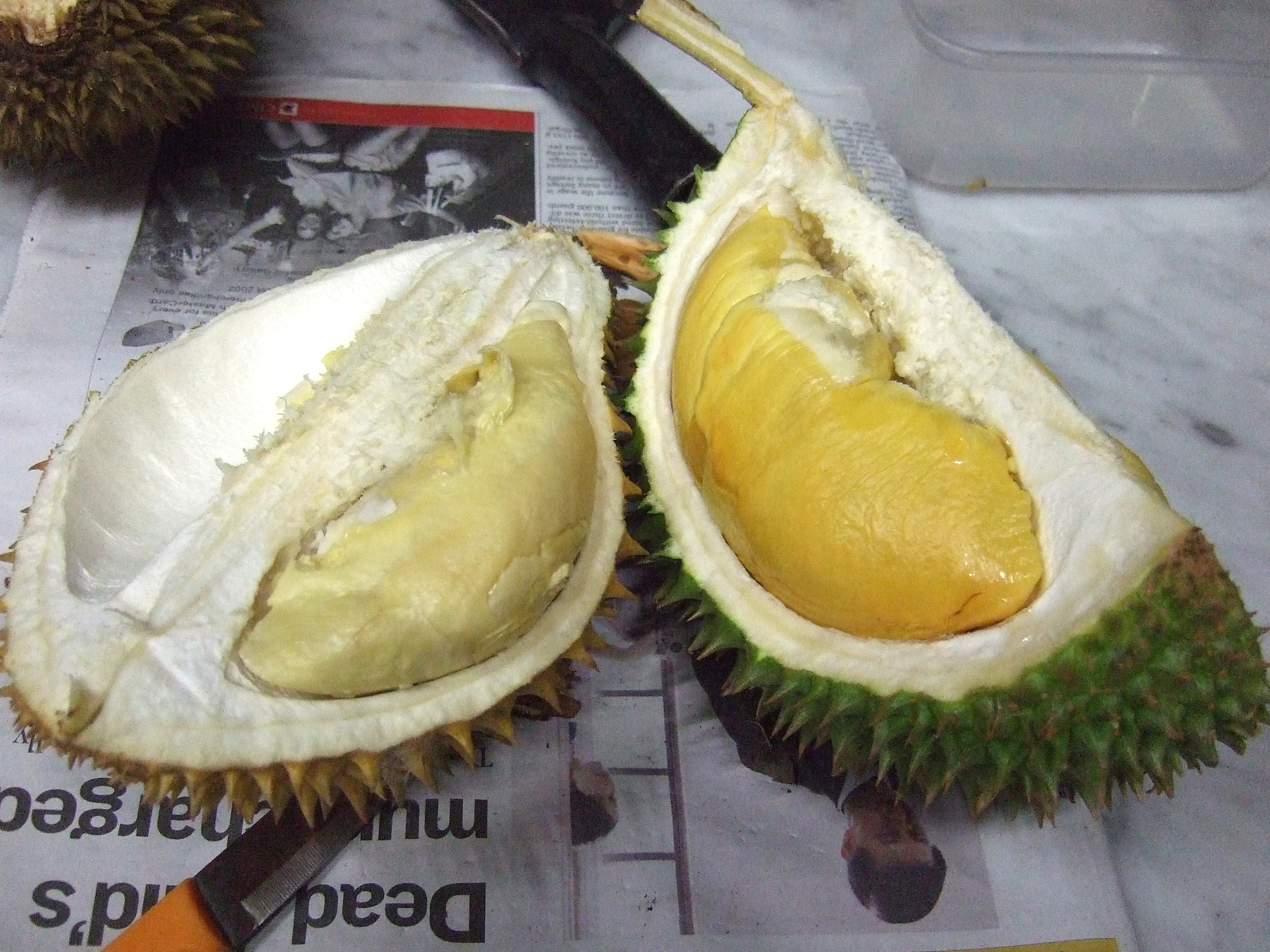
Відкрити плоди
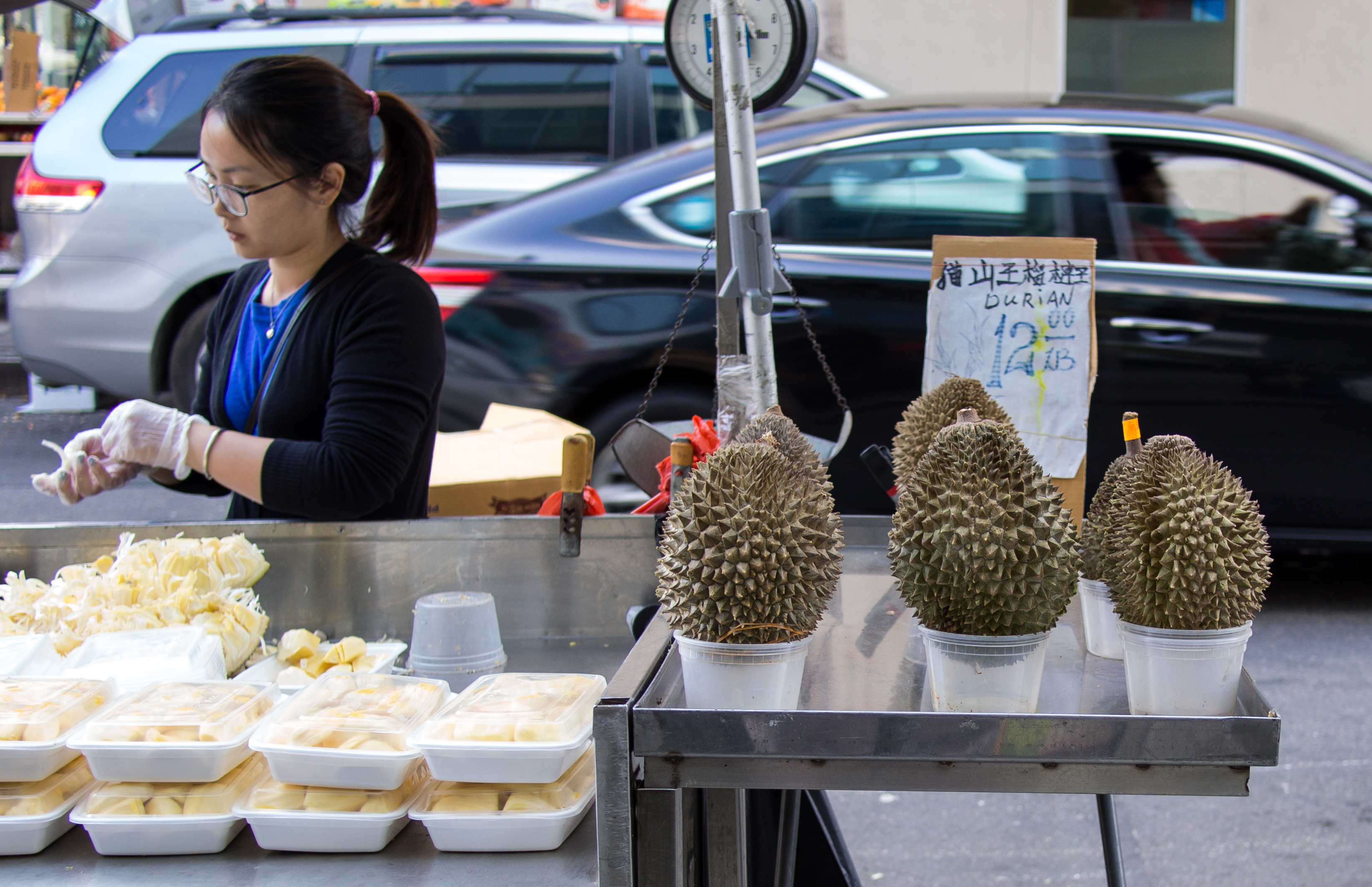
Продаж дуріана
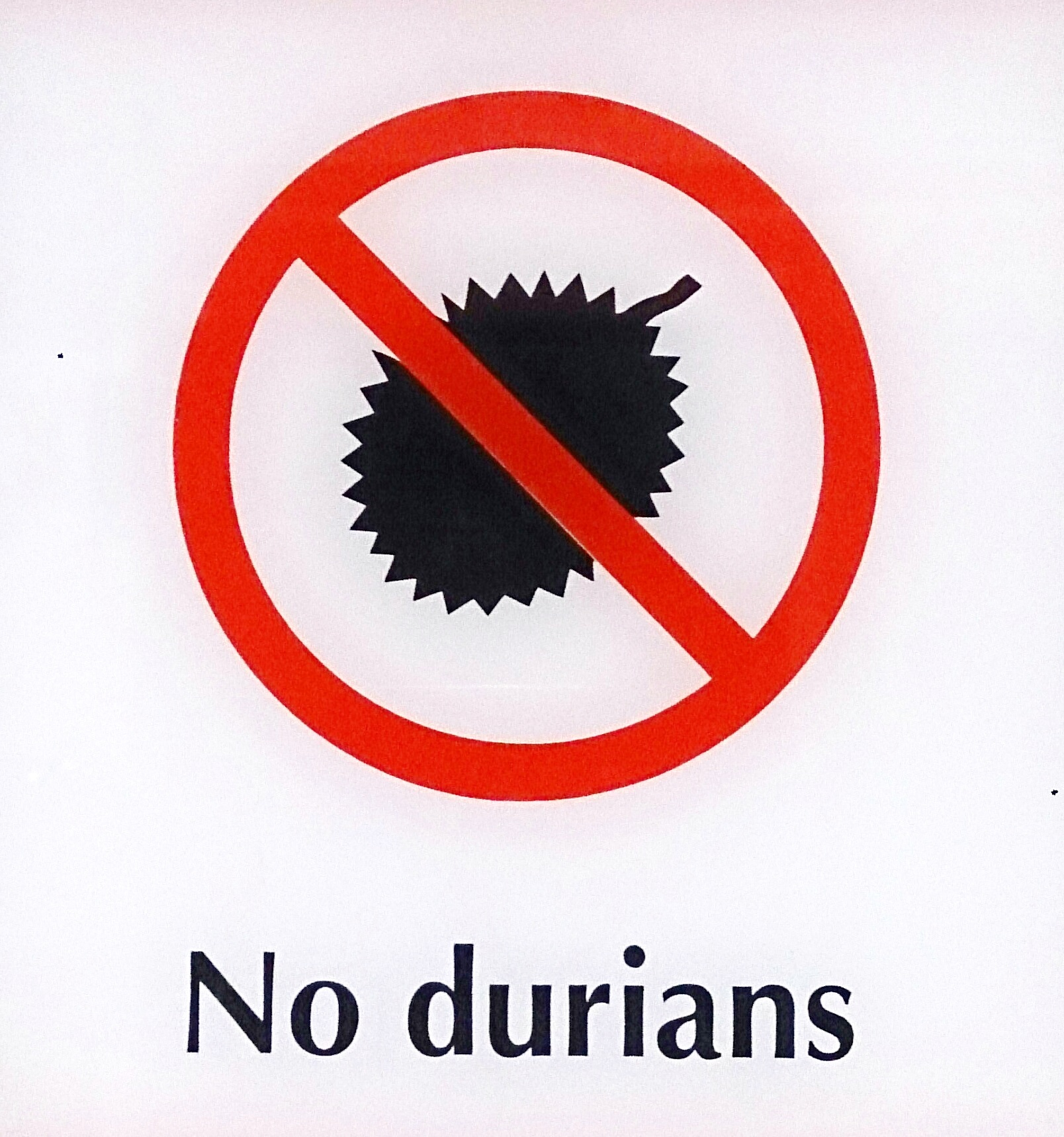
Знак, що забороняє проносити дуріан
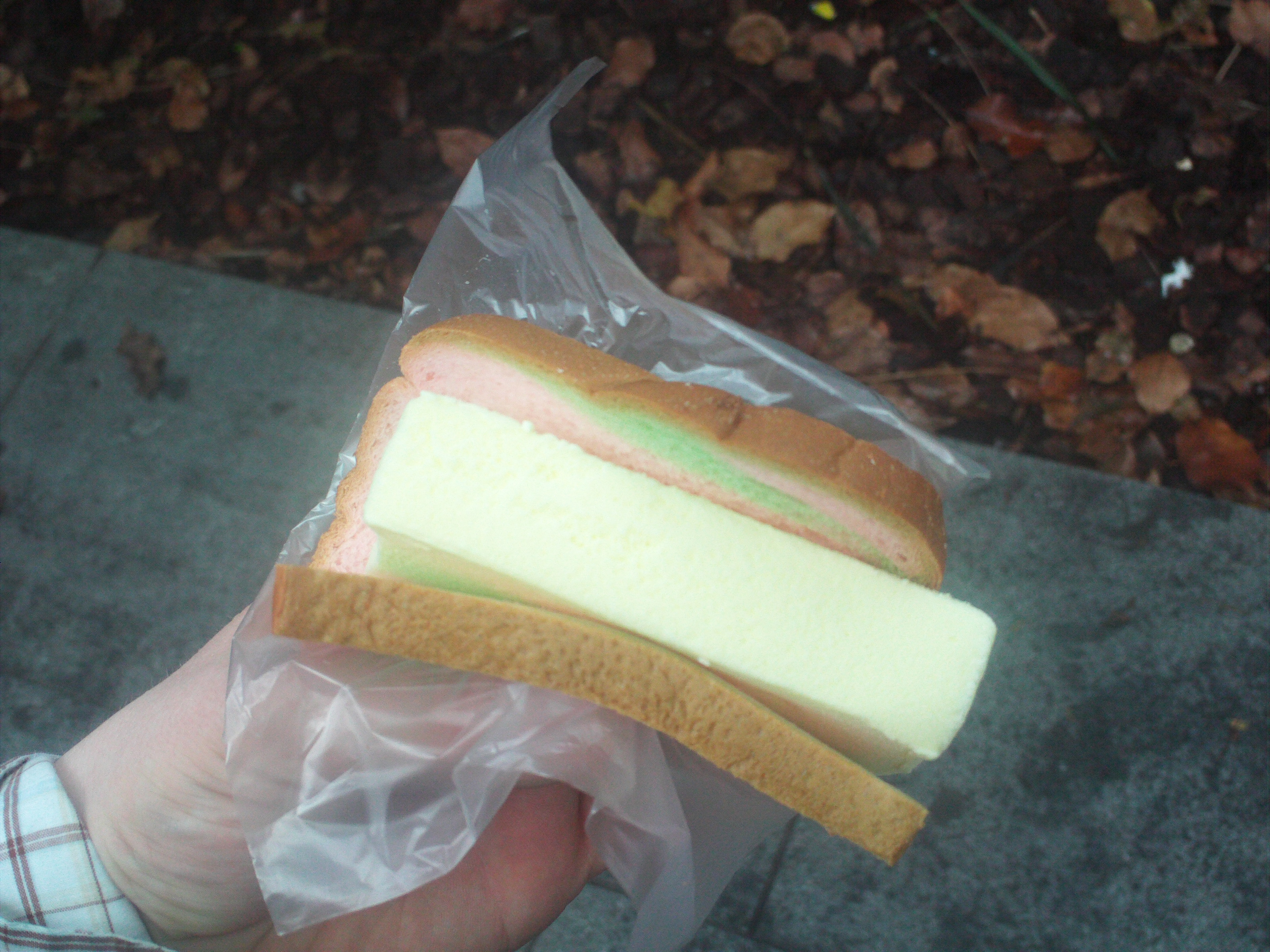
Бургер з дуріановим морозивом